# Unity Dow

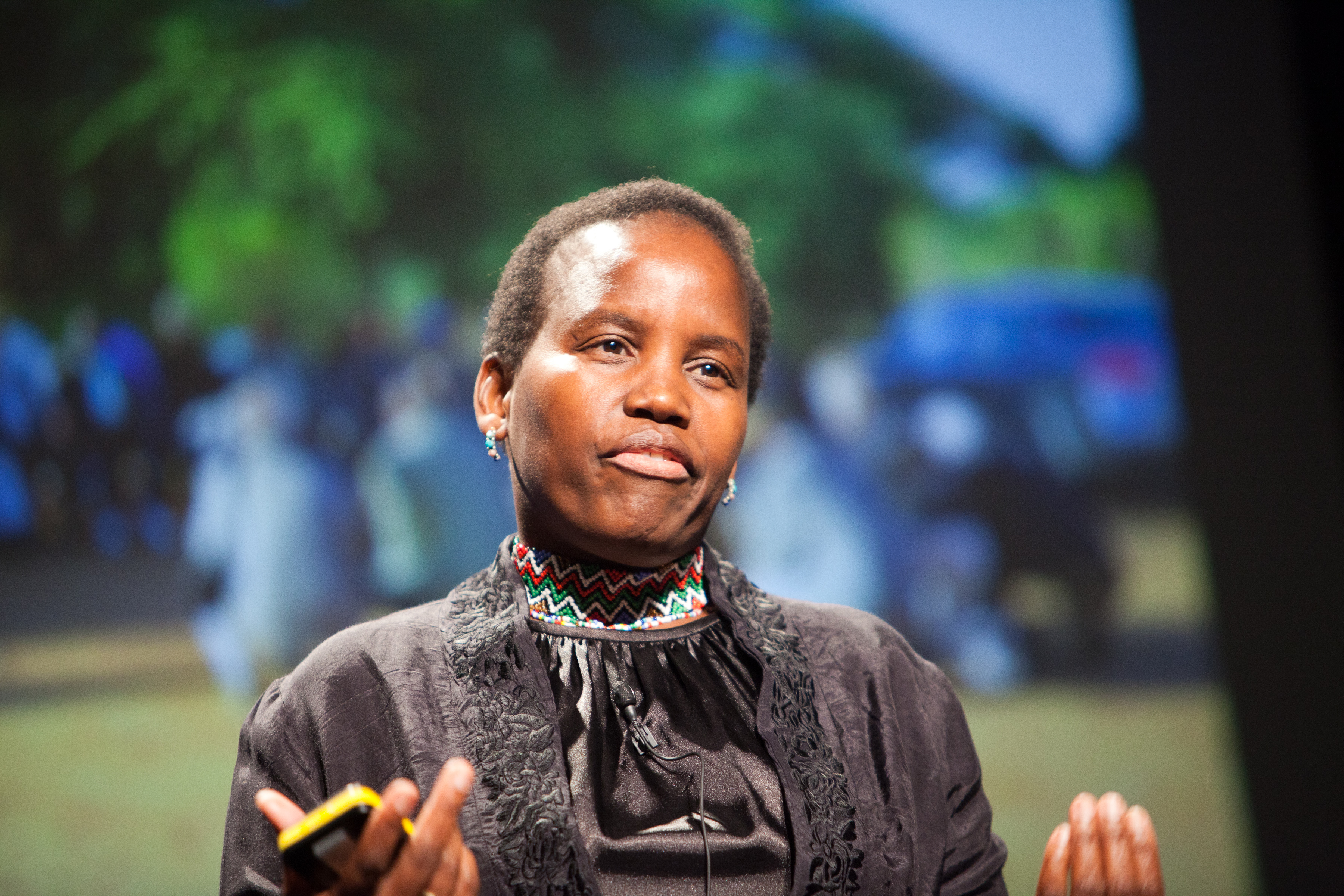
Dow

Unity Dow (n. 23 aprilie 1959) este o judecătoare, activistă pentru drepturile omului și scriitoare din Botswana.